# Nowęcin
Nowęcin (deutsch Neuhof, kaschubisch Nowi Dwór) ist ein Dorf in der Woiwodschaft Pommern in Polen. Es gehört zur Gmina Wicko (Gemeinde Vietzig) im Powiat Lęborski (Lauenburger Kreis).

## Lage

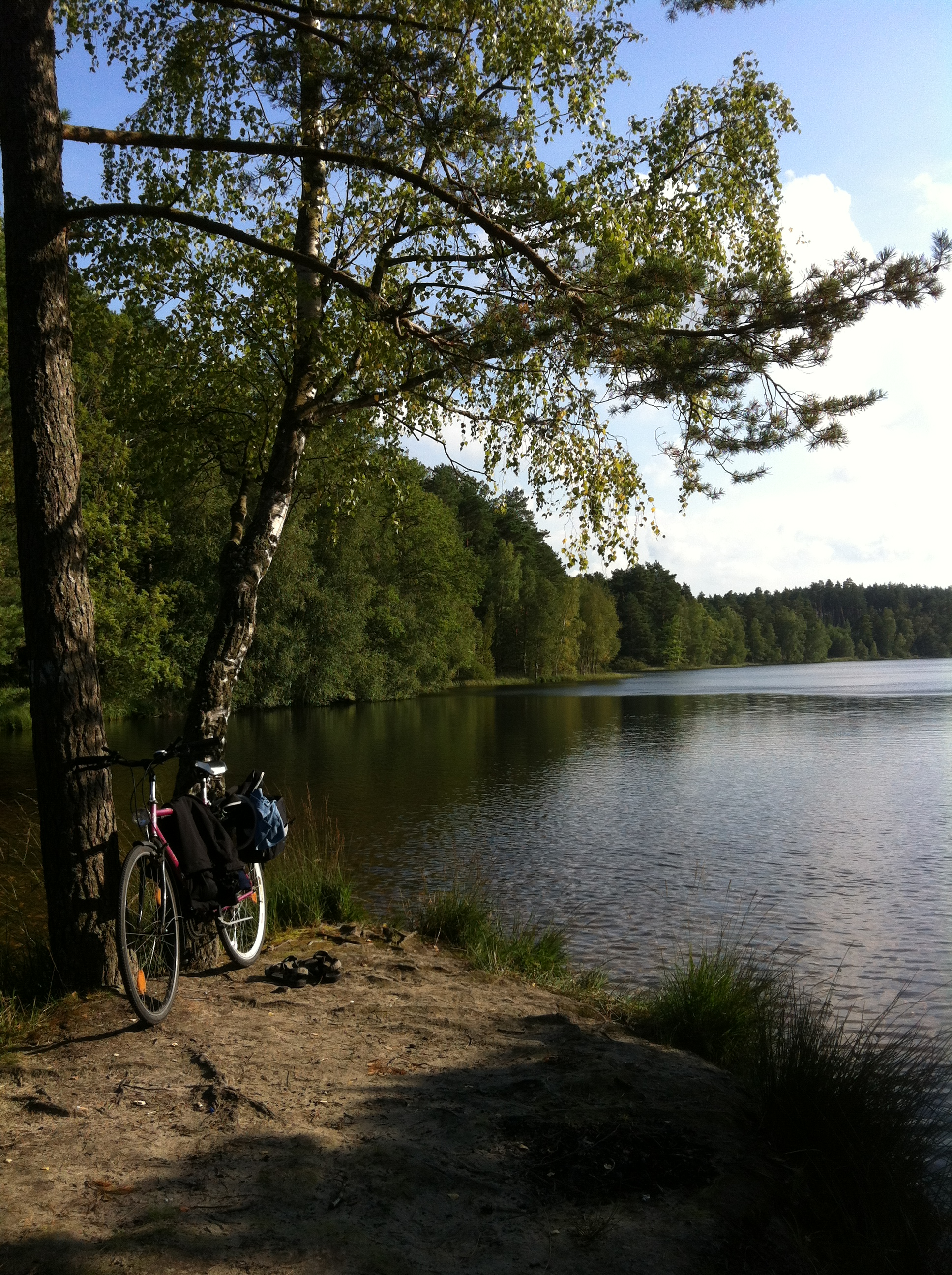
Czarne-See

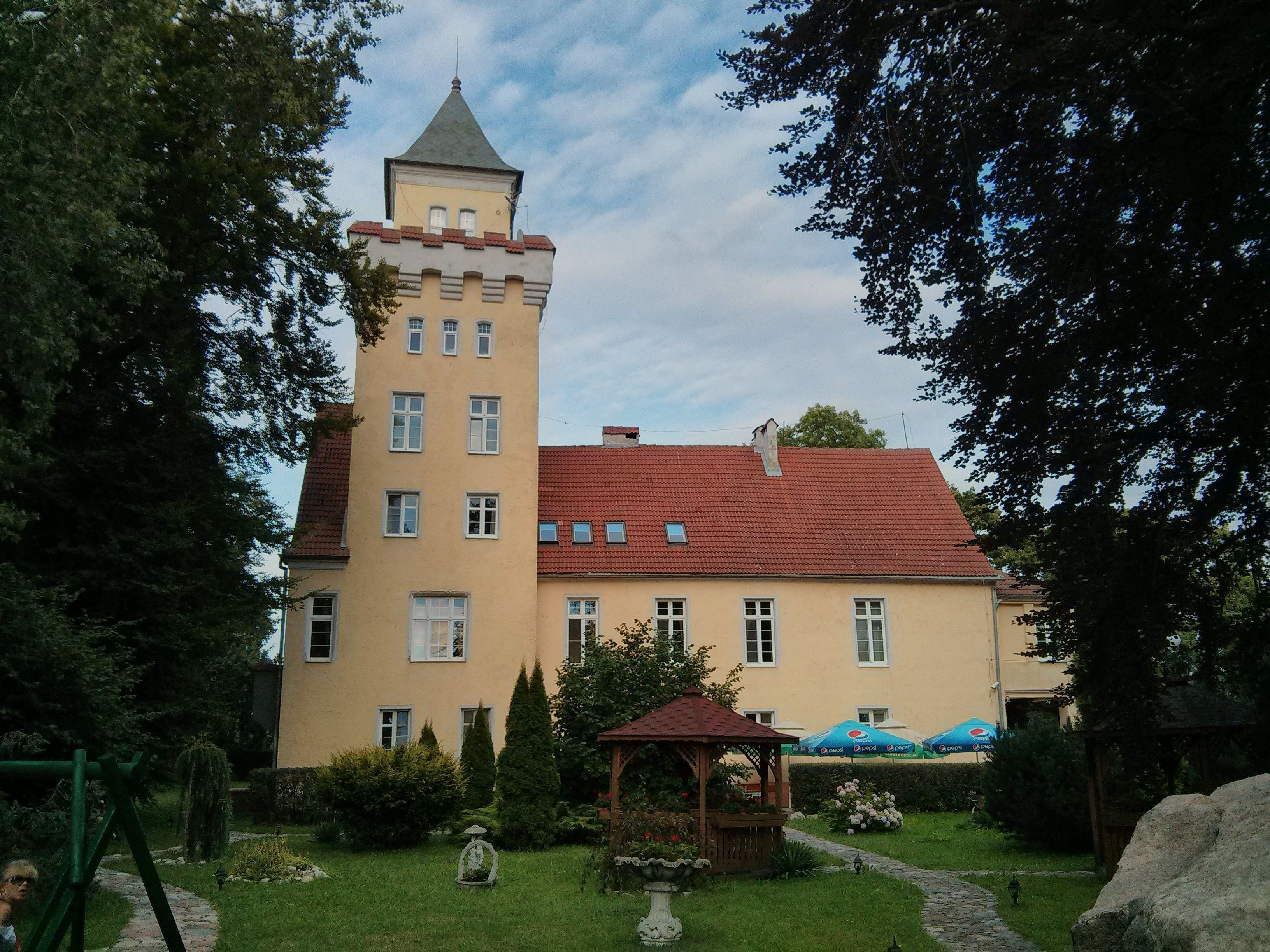
Schloss Neuhof

Der Ort grenzt im Nordosten an die Stadt Łeba (Leba) am Jezioro Sarbsko (Sarbsker See). Die Ostsee ist etwa drei Kilometer entfernt. Ein zweiter See ist der Jezioro Czarne im Wald.

## Geschichte
Bis 1945 bildete Neuhof eine Landgemeinde im Kreis Lauenburg der preußischen Provinz Pommern. In der Landgemeinde wurden neben Neuhof die Wohnplätze Julienhof und Neuwerder geführt. Die Gemeinde zählte im Jahre 1925 281 Einwohner in 44 Haushaltungen und im Jahre 1939 282 Einwohner.

## Sehenswürdigkeiten und Tourismus
Das ehemalige Schloss Neuhof ist heute ein Hotel. Das Dorf verfügt  über Unterkünfte für Touristen, Restaurants und zwei Reitzentren. Es bestehen Wander- und Radwege sowie Wassersportmöglichkeiten, wie Wind- und Kitesurfen am Sarbsko.
In der Umgebung liegen der Slowinzische Nationalpark, das Freilichtmuseum in Kluki (Klucken), der Leuchtturm Stilo und die Raketenerprobungsstelle Rumbke in Rąbka.

## Verkehr
Die Woiwodschaftsstraße DW214 nach Łeba verläuft westlich des Dorfs. In Łeba besteht Bahnanschluss. 